# Telekom Baku
Telekom Baku (früher Rabita Baku) ist ein aserbaidschanischer Frauen-Volleyballverein aus Baku.

## Geschichte
Rabita Baku wurde 2004 gegründet und spielt seitdem in der aserbaidschanischen Superliga. 2007/08 nahmen die Frauen erstmals an einem europäischen Wettbewerb teil und schieden im CEV-Pokal gegen OK Hit Nova Gorica aus. 2008/09 erreichte Rabita das Viertelfinale im Challenge-Cup und verlor dort gegen Club Voleibol Albacete, gewann aber erstmals die Aserbaidschanische Meisterschaft. 2009/10 wurde man erneut Landesmeister und erreichte Platz drei im CEV-Pokal gegen Uralochka Jekaterinburg. 2010/11 nahm Rabita erstmals an der Champions League teil und verlor erst im Finale gegen Vakifbank Telekom Istanbul. Bei der Volleyball-Klub-Weltmeisterschaft 2011 in Doha konnte sich Rabita durch einen Sieg über Istanbul im Endspiel revanchieren. Auch 2011, 2012, 2013, 2014 und 2015 wurde Rabita wieder Aserbaidschanischer Meister. 2013 verlor man erneut im Champions-League-Finale gegen Vakifbank Telekom Istanbul.
Seit 2015 tritt der Verein als Telekom Baku an.